# エーグリング・アン・デア・パール
エーグリング・アン・デア・パール (ドイツ語: Egling an der Paar、公式な表記は Egling a.d.Paar) はドイツ連邦共和国バイエルン州オーバーバイエルン行政管区のランツベルク・アム・レヒ郡に属す町村（以下、本項では便宜上「町」と記述する）である。

## 地理

### 自治体の構成
この町は、公式には3つの地区 (Ort) からなる。このうち小集落や孤立農場などを除く集落を以下に列記する。
- エーグリング・アン・デア・パール
- ハインリヒスホーフェン

## 歴史
エーグリング・アン・デア・パールはバイエルン選帝侯領のミュンヘン会計局およびランツベルク地方裁判所に属した。バイエルンの行政改革に伴う1818年の市町村令により現在の自治体が成立した。

## 行政
フェルディナント・ホルツァー (CSU)が2014年から町長を務めている。

### 紋章
図柄: 赤地に、直立した銀の三叉の槍。

### 姉妹都市
- Foussais-Payrré（フランス、ヴァンデ県）

## 経済と社会資本

### 教育
- 基礎課程学校

## 文化と見所

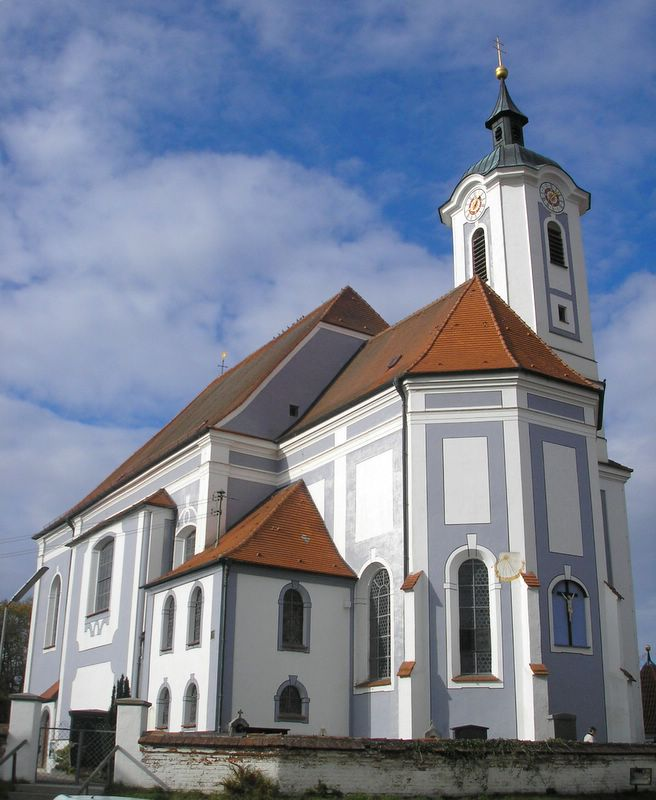
聖ファイト教区教会

### 建築
- 聖ブラジウス礼拝堂
- 聖ウルリヒ礼拝堂
- 聖ファイト教区教会

## 引用
1. ↑  https://www.statistikdaten.bayern.de/genesis/online?operation=result&code=12411-003r&leerzeilen=false&language=de Genesis-Online-Datenbank des Bayerischen Landesamtes für Statistik Tabelle 12411-003r Fortschreibung des Bevölkerungsstandes: Gemeinden, Stichtag (Einwohnerzahlen auf Grundlage des Zensus 2011)
2. ↑  Bayerische Landesbibliothek Online